# Тирфельдер, Хельмут
Хельмут Тирфельдер (нем. Helmuth Thierfelder; 18 августа 1897, Дойченбора, ныне в составе города Носсен — 12 ноября 1966, Ганновер) — немецкий дирижёр.
Во время Первой мировой войны служил в армии. Затем изучал историю музыки, в 1923 году защитил диссертацию «Ранняя история и дальнейшее развитие немецких мужских хоров» (нем. Vorgeschichte und Entwicklung des deutschen Männergesangs). Начал дирижёрскую карьеру как корепетитор в Шверинской опере (1924—1926). В сезоне 1927/1928 гг. второй дирижёр Берлинской оперы. Затем руководил курортным оркестром во Фридрихроде, с 1932 г. второй дирижёр берлинского Блютнер-оркестра. В 1934 г., после эмиграции руководителя оркестра Оскара Фрида и распада коллектива, возглавил Висбаденский симфонический оркестр. С 1936 г. дирижировал радиоконцертами в Гамбурге. В течение 1930-х гг. также неоднократно дирижировал оркестром киностудии UFA.
В 1938 году занял пост главного дирижёра Нижнесаксонского оркестра в Ганновере и руководил им вплоть до 1964 года. Гастролировал с коллективом как по региону, так и за его пределами, участвовал в различных фестивалях. Был известным пропагандистом музыки Яна Сибелиуса, в 1942 году записал с оркестром «Лебедя Туонелы», «Дочь Похьолы» и «Грустный вальс». В 1950 году сумел преодолеть кризис коллектива, связанный с появлением в городе оркестра Радио Северо-Западной Германии, куда перешёл целый ряд музыкантов. В 1954 году исполнил премьеру Симфониетты Вальтера Абендрота. Одновременно в течение 1950-х гг. гастролировал в Латинской Америке, от Мексики до Уругвая, выступая с местными оркестрами. Из других записей Тирфельдера представляет интерес Концерт для траутониума с оркестром Харальда Генцмера (1942, солист Оскар Зала).